# 南京市第五十六中学
南京市第五十六中学又称南京五十六中，是南京市的一所普通中学。于1976年建校